# Nekrolog 4. Quartal 1960
Nekrolog
◄◄
| ◄
| 1956
| 1957
| 1958
| 1959
| 1960 | 1961 | 1962 | 1963 | 1964 | ► | ►►
1. Quartal |
2. Quartal |
3. Quartal |
4. Quartal 1960
Weitere Ereignisse | Allgemeiner Nekrolog 1960
Die Beschreibung der verstorbenen Person sollte so kurz wie möglich gehalten sein und nur deren signifikante Tätigkeit(en) enthalten.
Neue Namen ggf. auch unter dem Geburts- und Sterbedatum, also etwa unter 1. Januar und im Geburts- und Sterbejahr (2024) eintragen (nur bei entsprechender großer Wichtigkeit). Für Beispiele siehe die schon vorhandenen Artikel.
Außerdem über die fünf zuletzt Verstorbenen, zu denen es einen ausreichend guten Artikel für eine Präsentation auf der Hauptseite gibt, nach der todesbedingten Überarbeitung der Artikel ggf. auch unter Wikipedia Diskussion:Hauptseite informieren und sie am besten auch in den anderen Wikipedia-Sprachversionen eintragen. Tipp: Regelmäßig bei news.google.de nach „ist tot“, „gestorben“ oder „verstorben“ suchen.
Wenn eine Person gestorben ist, gibt es viele Seiten zu dieser Person in der Wikipedia, die davon auch betroffen sind und entsprechend aktualisiert werden müssen. Beispiele: Namenübersichtsseite, Geburtsjahr, Geburtsort-Seiten und viele mehr.
Wie finde ich die betroffenen Seiten?
Im Suchfeld auf der linken Seite gibt man den Suchbegriff so ein: „Vorname Nachname“. Dann klickt man auf Volltext und alle Seiten mit entsprechendem Suchtext werden aufgerufen. Hier sieht man dann schnell, wo auch das Todesjahr Sinn macht oder sogar ein Teil des Artikels angepasst werden muss. Auch hilft das „Werkzeug“ auf der linken Seite sehr gut, um solche Seiten aufzufinden: „Links auf diese Seite“. Somit ist die Wikipedia wieder aktuell in allen Bereichen! Hinweis: bei Eintragung der Kategorie „Gestorben JAHR“ wird der Missbrauchsfilter 49 ausgelöst, was jedoch nicht schlimm ist. Siehe: Spezial:Missbrauchsfilter/49
Dies ist eine Liste von im vierten Quartal 1960 verstorbenen bekannten Persönlichkeiten. Die Einträge erfolgen innerhalb der einzelnen Daten alphabetisch sortiert. Tiere sind im Nekrolog für Tiere zu finden.

## Oktober
| Tag         | Name                                 | Beruf, bekannt als                                                                                    | Alter | Beleg |
| ----------- | ------------------------------------ | --- | ----- | ----- |
| 1. Oktober  | Giuseppe Fietta                      | Kardinal der römisch-katholischen Kirche                                                              | 76    |       |
| 2. Oktober  | Jean-François Blanchy                | französischer Tennisspieler                                                                           | 73    |       |
| 2. Oktober  | Frank Ertel Carlyle                  | US-amerikanischer Politiker                                                                           | 63    |       |
| 2. Oktober  | Jaroslav Doubrava                    | tschechischer Komponist, Maler und Pädagoge                                                           | 51    |       |
| 2. Oktober  | Paul Hübschmann                      | deutscher Pathologe und Hochschullehrer                                                               | 81    |       |
| 2. Oktober  | Alfred Jäger                         | deutscher Ruderer                                                                                     |       |       |
| 2. Oktober  | Jakob Jost                           | deutscher Politiker (CDU), MdL                                                                        | 56    |       |
| 2. Oktober  | Claro M. Recto                       | philippinischer Politiker, Jurist und Autor                                                           | 70    |       |
| 3. Oktober  | Jean Alazard                         | französischer Kunsthistoriker                                                                         | 73    |       |
| 3. Oktober  | Karl Drewke                          | deutscher Politiker (SPD), MdL                                                                        | 65    |       |
| 3. Oktober  | Johanna Melzer                       | deutsche Politikerin (KPD), MdL, Widerstandskämpferin gegen das NS-Regime                             | 56    |       |
| 3. Oktober  | Franz Scharwenka                     | deutscher Schauspieler bei Bühne, Film und Fernsehen                                                  | 78    |       |
| 3. Oktober  | Hermann Irving Schlesinger           | US-amerikanischer Chemiker auf dem Gebiet der Anorganischen Chemie                                    | 77    |       |
| 3. Oktober  | Victor Teschendorff                  | deutscher Unternehmer, Gärtner, Rosenzüchter und Kommunalpolitiker                                    | 82    |       |
| 03. Oktober | James Woodget                        | britischer Tauzieher                                                                                  | 86    |       |
| 3. Oktober  | Gaston Zeller                        | französischer Historiker                                                                              | 70    |       |
| 4. Oktober  | Fritz-Hubert Gräser                  | deutscher Offizier, zuletzt General der Panzertruppe im Zweiten Weltkrieg                             | 71    |       |
| 4. Oktober  | Robert Haas                          | österreichischer Musikwissenschaftler und Dirigent                                                    | 74    |       |
| 4. Oktober  | Arthur Hauth                         | deutscher Weingroßhändler sowie Kunstsammler und Mäzen                                                | 84    |       |
| 4. Oktober  | Franz Schwarz                        | deutscher SS-Führer, zuletzt SS-Brigadeführer                                                         | 62    |       |
| 4. Oktober  | Hans Joachim von Wartenberg          | deutscher Chemiker                                                                                    | 80    |       |
| 5. Oktober  | Hermann Fiebing                      | deutscher Verwaltungsjurist, SA-Brigadeführer, Landrat und Regierungspräsident                        | 58    |       |
| 5. Oktober  | Alfred L. Kroeber                    | US-amerikanischer Anthropologe und Kulturrelativist                                                   | 84    |       |
| 5. Oktober  | Otto Niese                           | deutscher Landrat                                                                                     | 82    |       |
| 5. Oktober  | John N. Norton                       | US-amerikanischer Politiker                                                                           | 82    |       |
| 5. Oktober  | Siegfried Punt                       | deutscher Konteradmiral                                                                               | 79    |       |
| 5. Oktober  | Nils Santesson                       | schwedischer Zinngießer, Bildhauer und Schriftsteller                                                 | 87    |       |
| 6. Oktober  | Karel Absolon                        | tschechoslowakischer Prähistoriker, Geologe und Speläologe                                            | 83    |       |
| 6. Oktober  | Hans Balzer                          | deutscher Bühnenautor und Schriftsteller                                                              | 68    |       |
| 06. Oktober | George Harvey                        | südafrikanischer Sportschütze                                                                         | 82    |       |
| 6. Oktober  | Nikolai Liliew                       | bulgarischer Schriftsteller, Vertreter des Symbolismus                                                | 75    |       |
| 6. Oktober  | Albin Mann                           | Landtagsabgeordneter Volksstaat Hessen                                                                | 76    |       |
| 6. Oktober  | Julius Meyer                         | deutscher Chemiker                                                                                    | 84    |       |
| 6. Oktober  | Georgi Wladimirowitsch Schtschuko    | sowjetischer Architekt                                                                                | 55    |       |
| 6. Oktober  | Gustav Sicher                        | Rabbiner, Oberrabbiner in Prag, Übersetzer aus dem Hebräischen ins Tschechische                       | 80    |       |
| 6. Oktober  | Douglas Spencer                      | US-amerikanischer Schauspieler                                                                        | 50    |       |
| 7. Oktober  | William Dennis Elcock                | britischer Romanist                                                                                   |       |       |
| 7. Oktober  | Fritz Lindenmaier                    | deutscher Jurist, Richter am Bundesgerichtshof                                                        | 79    |       |
| 7. Oktober  | Jan Zahradníček                      | tschechischer Schriftsteller                                                                          | 55    |       |
| 8. Oktober  | Walter Hecht                         | österreichischer Botaniker                                                                            | 64    |       |
| 8. Oktober  | Hermann Schmitz                      | deutscher Industrieller und Politiker (NSDAP), MdR                                                    | 79    |       |
| 9. Oktober  | Chalifa ibn Harub ibn Thuwaini       | Sultan von Sansibar                                                                                   | 81    |       |
| 9. Oktober  | Franz Gottwalt Fischer               | deutscher Chemiker                                                                                    | 57    |       |
| 9. Oktober  | Anton Schöpfer                       | österreichischer Verwaltungsjurist                                                                    | 83    |       |
| 9. Oktober  | Joseph Maria Schül                   | deutscher Politiker (Zentrum), Landtagsabgeordneter Volksstaat Hessen                                 | 86    |       |
| 9. Oktober  | Hans-Jürgen Soehring                 | deutscher Jurist, Soldat, Schriftsteller, Übersetzer und Diplomat                                     | 52    |       |
| 9. Oktober  | Erich Uetrecht                       | deutscher Archivar                                                                                    | 81    |       |
| 10. Oktober | June Cole                            | US-amerikanischer Jazzbassist                                                                         |       |       |
| 10. Oktober | Alfons Fügel                         | deutscher Opernsänger (Tenor)                                                                         | 48    |       |
| 10. Oktober | Ernesto Guggeri                      | uruguayischer Politiker und Arzt                                                                      | 60    |       |
| 10. Oktober | Oliver Horn                          | US-amerikanischer Wasserballspieler                                                                   | 59    |       |
| 10. Oktober | Wilhelm Meiß                         | deutscher Richter und Senatspräsident                                                                 | 67    |       |
| 10. Oktober | August Nopper                        | deutscher Politiker (USPD/KPD/SPD)                                                                    | 70    |       |
| 10. Oktober | Georges Désiré Raeymaeckers          | belgischer Ordensgeistlicher, römisch-katholischer Bischof von Buta                                   | 61    |       |
| 10. Oktober | Basil Ruysdael                       | US-amerikanischer Opernsänger (Bass), Gesangspädagoge und Schauspieler                                | 82    |       |
| 10. Oktober | Ludwig Schirmeyer                    | deutscher Historiker                                                                                  | 83    |       |
| 10. Oktober | Arthur Schreiber                     | deutscher Politiker, Gewerkschafter und Widerstandskämpfer gegen den Nationalsozialismus, MdL         | 67    |       |
| 10. Oktober | André Warnod                         | französischer Goguettier, Kunstkritiker, Schriftsteller und Zeichner                                  | 75    |       |
| 11. Oktober | Heinrich F. S. Bachmair              | deutscher Verleger, Dichter und Erzähler                                                              | 71    |       |
| 11. Oktober | Richard Cromwell                     | US-amerikanischer Schauspieler                                                                        | 50    |       |
| 11. Oktober | Daniel K. Hoch                       | US-amerikanischer Politiker                                                                           | 94    |       |
| 11. Oktober | François d’Orléans                   | französischer Aristokrat aus dem Haus Orléans und Offizier der französischen Armee                    | 25    |       |
| 11. Oktober | Jerome Aloysius Daugherty Sebastian  | US-amerikanischer Geistlicher, Weihbischof in Baltimore                                               | 64    |       |
| 11. Oktober | Rudolf Tschudi                       | Schweizer Philologe und Orientalist                                                                   | 76    |       |
| 11. Oktober | Vilhjálmur Finsen                    | isländischer Diplomat                                                                                 | 76    |       |
| 12. Oktober | F. R. Abbott                         | US-amerikanischer Filmtechniker                                                                       | 68    |       |
| 12. Oktober | Asanuma Inejirō                      | japanischer sozialistischer Politiker                                                                 | 61    |       |
| 12. Oktober | Hans Helmhart Auer von Herrenkirchen | deutscher Volkswirt und Hochschullehrer                                                               | 83    |       |
| 12. Oktober | Joseph Gregor                        | österreichischer Theaterwissenschaftler und Schriftsteller                                            | 71    |       |
| 12. Oktober | Kurt Preger                          | österreichischer Opernsänger (Tenor, Bariton)                                                         | 52    |       |
| 12. Oktober | Pierre Véry                          | französischer Schriftsteller und Drehbuchautor                                                        | 59    |       |
| 13. Oktober | Eberhard Friedrich Bruck             | deutscher Rechtshistoriker                                                                            | 82    |       |
| 13. Oktober | Rudolf von Geyer-Geyersperg          | österreichischer Schauspieler, Regisseur, Dramatiker und Dramaturg                                    | 81    |       |
| 13. Oktober | Guglielmo Giannini                   | italienischer Dramatiker, Drehbuchautor, Theater- und Filmregisseur und Autor                         | 68    |       |
| 13. Oktober | Peter Mennicken                      | deutscher Philosoph und Ordinarius an der RWTH Aachen                                                 | 66    |       |
| 13. Oktober | Max Mitterer                         | deutscher Rechtswissenschaftler und Kirchenrechtler                                                   | 73    |       |
| 13. Oktober | Georg Spencer Spitz                  | deutscher Bankier                                                                                     |       |       |
| 14. Oktober | Sigurd Hoel                          | norwegischer Schriftsteller                                                                           | 69    |       |
| 14. Oktober | Elsbeth Huther                       | deutsche Porträt- und Landschaftsmalerin                                                              | 75    |       |
| 14. Oktober | Abram Fjodorowitsch Joffe            | sowjetischer Physiker                                                                                 | 79    |       |
| 14. Oktober | Heinrich Vogel                       | deutscher Lehrer und Schriftsteller                                                                   | 81    |       |
| 15. Oktober | Felice Bauer                         | Verlobte von Franz Kafka                                                                              | 72    |       |
| 15. Oktober | Maude Eburne                         | kanadische Schauspielerin                                                                             | 84    |       |
| 15. Oktober | Clara Kimball Young                  | US-amerikanische Schauspielerin                                                                       | 70    |       |
| 15. Oktober | Richard Mann                         | deutscher Politiker (NSDAP), MdR                                                                      | 67    |       |
| 15. Oktober | Josef Neumair                        | österreichischer Lehrer, Schriftsteller, Germanist, Literaturkritiker, Klassischer Philologe, Gräzist | 83    |       |
| 15. Oktober | Henny Porten                         | deutsche Schauspielerin (Stummfilm)                                                                   | 70    |       |
| 15. Oktober | Ja’akov Mosche Toledano              | israelischer Rabbiner und Politiker                                                                   |       |       |
| 16. Oktober | Friedrich Wilhelm Hachenberg         | deutscher Politiker (CDU), MdL                                                                        | 75    |       |
| 16. Oktober | Adolf Hnatek                         | österreichischer Astronom                                                                             | 84    |       |
| 17. Oktober | Buck Boucher                         | kanadischer Eishockeyspieler                                                                          | 64    |       |
| 17. Oktober | Henri Crolla                         | italienisch-französischer Jazz-Gitarrist und Filmmusik-Komponist                                      | 40    |       |
| 17. Oktober | Rudolf Lukeš                         | tschechischer Chemieingenieur und Dozent                                                              | 63    |       |
| 17. Oktober | Wilhelm Wulf                         | deutscher Jurist und Richter sowie Oberbürgermeister von Wanne-Eickel                                 | 67    |       |
| 18. Oktober | Leopold Tweer                        | deutscher Politiker, Bürgermeister von Velbert                                                        | 79    |       |
| 19. Oktober | Friedrich Gerdes                     | deutscher Speerwerfer                                                                                 | 59    |       |
| 19. Oktober | John S. Gibson                       | US-amerikanischer Politiker                                                                           | 67    |       |
| 19. Oktober | Günter Raphael                       | deutscher Komponist                                                                                   | 57    |       |
| 19. Oktober | Franz Schwede                        | deutscher Politiker (NSDAP), MdR                                                                      | 72    |       |
| 19. Oktober | Bruno Seidler-Winkler                | deutscher Dirigent, Arrangeur und Pianist                                                             | 80    |       |
| 19. Oktober | George Stevenson Wallace             | australischer Schauspieler und Komiker                                                                | 65    |       |
| 20. Oktober | Adriano Andreani                     | italienischer Turner                                                                                  | 81    |       |
| 20. Oktober | Edward D. Crippa                     | US-amerikanischer Politiker (Republikanische Partei)                                                  | 61    |       |
| 20. Oktober | Anton von Deschwanden                | Schweizer Politiker                                                                                   | 83    |       |
| 20. Oktober | Ulrich Fleischhauer                  | deutscher Verleger                                                                                    | 84    |       |
| 20. Oktober | Christabel Marshall                  | englisch-britische Suffragette, Dramatikerin und Autorin                                              | 88    |       |
| 20. Oktober | Emil Richter                         | deutscher Sparkassendirektor                                                                          | 63    |       |
| 20. Oktober | Otto Zeier                           | Schweizer Architekt                                                                                   | 62    |       |
| 20. Oktober | Quido Vetter                         | tschechischer Mathematikhistoriker und Mathematikpädagoge                                             | 79    |       |
| 21. Oktober | Paul Fallot                          | französischer Geologe                                                                                 | 71    |       |
| 21. Oktober | Heinrich Kersken                     | deutscher Politiker (NSDAP), MdR und SA-Führer                                                        | 65    |       |
| 21. Oktober | Georg Rohde                          | deutscher Altphilologe                                                                                | 60    |       |
| 21. Oktober | Katharine Stewart-Murray             | britische Politikerin, Mitglied des House of Commons                                                  | 85    |       |
| 22. Oktober | Josef Blau                           | sudetendeutscher Lehrer, Heimatforscher und Volkskundler                                              | 88    |       |
| 22. Oktober | Julius Gutmann                       | deutscher Opernsänger (Bass) und Gesangslehrer                                                        | 71    |       |
| 22. Oktober | Alexander Terentjewitsch Matwejew    | russischer Bildhauer                                                                                  | 82    |       |
| 22. Oktober | Johannes Nobel                       | deutscher Indologe und Buddhismuskundler                                                              | 73    |       |
| 22. Oktober | Antonio Torasso                      | italienischer römisch-katholischer Ordensgeistlicher                                                  | 45    |       |
| 22. Oktober | Richard B. Wigglesworth              | US-amerikanischer Politiker                                                                           | 69    |       |
| 23. Oktober | Gisela von Collande                  | deutsche Schauspielerin und Hörspielsprecherin                                                        | 45    |       |
| 23. Oktober | Porter Kilbert                       | US-amerikanischer R&B- und Jazzmusiker                                                                | 39    |       |
| 23. Oktober | Harold Theodore Tate                 | US-amerikanischer Regierungsbeamter                                                                   | 84    |       |
| 24. Oktober | Hans Boelsen                         | deutscher Generalleutnant im Zweiten Weltkrieg                                                        | 66    |       |
| 24. Oktober | Boris Michailowitsch Konopljow       | sowjetischer Raumfahrtingenieur                                                                       | 47    |       |
| 24. Oktober | Mitrofan Iwanowitsch Nedelin         | sowjetischer Marschall                                                                                | 57    |       |
| 24. Oktober | Jewgeni Iljitsch Ostaschew           | russischer Artillerie-Offizier und Raketentechniker                                                   | 36    |       |
| 24. Oktober | François Piazzoli                    | französischer Autorennfahrer                                                                          | 74    |       |
| 24. Oktober | Kaarlo Soinio                        | finnischer Fußballspieler, -schiedsrichter und Turner                                                 | 72    |       |
| 25. Oktober | Harry Ferguson                       | irischer Ingenieur und Erfinder                                                                       | 75    |       |
| 25. Oktober | Johann Koopmann                      | deutscher Politiker (SPD), MdL                                                                        | 59    |       |
| 25. Oktober | Walther Krause                       | deutscher Offizier, zuletzt Generalleutnant im Zweiten Weltkrieg                                      | 69    |       |
| 25. Oktober | José Padilla Sánchez                 | spanischer Komponist und Pianist                                                                      | 71    |       |
| 25. Oktober | Werner Quenstedt                     | deutscher Paläontologe und Geologe                                                                    | 67    |       |
| 25. Oktober | Hermann Tigler                       | deutscher Unternehmer und Springreiter                                                                | 78    |       |
| 26. Oktober | Louis Blacher                        | französischer Kolonialbeamter                                                                         | 77    |       |
| 26. Oktober | Martha Hofrichter                    | österreichische Grafikerin und Malerin                                                                | 88    |       |
| 26. Oktober | Nishio Toshizō                       | General der kaiserlich japanischen Armee                                                              | 79    |       |
| 26. Oktober | Erik Peterson                        | deutscher Theologe und christlicher Archäologe                                                        | 70    |       |
| 26. Oktober | Kenkichi Saitō                       | japanischer Schwimmer und Leichtathlet                                                                | 65    |       |
| 27. Oktober | Erich Nadler                         | deutscher Schauspieler bei Bühne und Film                                                             | 79    |       |
| 27. Oktober | Gábor Ugron                          | ungarischer Politiker, Innenminister                                                                  | 80    |       |
| 28. Oktober | Margarita Abella Caprile             | argentinische Schriftstellerin                                                                        | 59    |       |
| 28. Oktober | Ferdinand Bertram                    | deutscher Mediziner, Krankenhausarzt und Privatdozent                                                 | 66    |       |
| 28. Oktober | Giovanni Canova                      | italienischer Degenfechter                                                                            | 80    |       |
| 28. Oktober | Arnold Köster                        | deutsch-österreichischer Baptistenprediger                                                            | 64    |       |
| 28. Oktober | Georg Meixner                        | deutscher katholischer Geistlicher, päpstlicher Hausprälat, Politiker (BVP, CSU), MdL                 | 73    |       |
| 28. Oktober | Friedl Weber                         | österreichischer Pflanzenphysiologe                                                                   | 74    |       |
| 29. Oktober | Johan Gunnar Andersson               | schwedischer Archäologe, Paläontologe und Geologe                                                     | 86    |       |
| 29. Oktober | Erwin H. Rainalter                   | österreichischer Journalist und Schriftsteller                                                        | 68    |       |
| 30. Oktober | Walter Ransom Gail Baker             | US-amerikanischer Elektroingenieur                                                                    | 67    |       |
| 30. Oktober | Heinrich Behrens-Nicolai             | deutscher Architekt                                                                                   | 87    |       |
| 30. Oktober | George Bonhag                        | US-amerikanischer Leichtathlet                                                                        | 78    |       |
| 30. Oktober | Alfred Etienne                       | deutscher Jurist und Politiker                                                                        | 75    |       |
| 30. Oktober | Alfred Hill                          | australischer Komponist, Dirigent und Musikpädagoge                                                   | 90    |       |
| 30. Oktober | Georg Sachs                          | US-amerikanischer Metallurg russisch-deutscher Herkunft                                               | 64    |       |
| 30. Oktober | Karl Josef Schlitt                   | deutscher Politiker (CDU), MdL                                                                        | 77    |       |
| 31. Oktober | Harold L. Davis                      | US-amerikanischer Schriftsteller                                                                      | 66    |       |
| 31. Oktober | Mircea George Florian                | rumänischer Philosoph                                                                                 | 72    |       |
| 31. Oktober | Hans Jungbauer                       | deutscher Schauspieler bei Bühne und Film und Bühnenregisseur                                         | 63    |       |
| 31. Oktober | Paul Sattel                          | deutscher Orgelbauer                                                                                  | 54    |       |
| 31. Oktober | Georg Spiegel                        | deutscher Politiker (SPD/SED), Widerstandskämpfer                                                     | 65    |       |

## November
| Tag          | Name                                        | Beruf, bekannt als                                                                                              | Alter | Beleg |
| ------------ | ------------------------------------------- | --- | ----- | ----- |
| 1. November  | Heinrich Albert                             | deutscher Politiker und letzter Reichsschatzminister                                                            | 86    |       |
| 1. November  | August Bratfisch                            | deutscher Maler und Graphiker                                                                                   | 77    |       |
| 01. November | Joseph Fleming                              | US-amerikanischer Sprinter                                                                                      | 77    |       |
| 1. November  | Rudolf Mond                                 | deutscher Physiologe und Hochschullehrer                                                                        | 66    |       |
| 1. November  | Hans Penndorf                               | deutscher Geologe und Paläontologe                                                                              | 81    |       |
| 2. November  | Elise Haas                                  | deutsche Lyrikerin                                                                                              | 82    |       |
| 2. November  | Anni Holdmann                               | deutsche Sprinterin                                                                                             | 60    |       |
| 2. November  | Franz Xaver Hoop                            | liechtensteinischer Politiker (FBP)                                                                             | 74    |       |
| 2. November  | Josef Hunstiger                             | deutscher Maler                                                                                                 | 71    |       |
| 2. November  | Dimitri Mitropoulos                         | griechischer Dirigent                                                                                           | 64    |       |
| 2. November  | Alma Ostra                                  | estnische Prosaistin und Journalistin                                                                           | 74    |       |
| 2. November  | Otoya Yamaguchi                             | japanischer Ultranationalist                                                                                    | 17    |       |
| 3. November  | Harold Spencer Jones                        | britischer Astronom                                                                                             | 70    |       |
| 3. November  | Fritz Nathan                                | deutscher Architekt                                                                                             | 69    |       |
| 3. November  | Heinrich Reincke                            | deutscher Archivar und Historiker                                                                               | 79    |       |
| 3. November  | Bobby Wallace                               | US-amerikanischer Baseballspieler                                                                               | 86    |       |
| 4. November  | Hugo Döblin                                 | deutscher Schauspieler                                                                                          | 84    |       |
| 4. November  | Georges Hostelet                            | belgischer Chemieingenieur                                                                                      | 85    |       |
| 4. November  | Wilhelm Mardus                              | Bürgermeister von Berlin-Friedrichshain (Januar bis Oktober 1947)                                               | 67    |       |
| 4. November  | Ernst Mentzel                               | deutscher Politiker (DNVP), MdR                                                                                 | 82    |       |
| 4. November  | Iwan Timofejewitsch Spirin                  | russischer Pilot und Hochschullehrer                                                                            | 62    |       |
| 5. November  | Arno Bergmann                               | deutscher Physiker, Studienrat und Lepidopterologe                                                              | 77    |       |
| 5. November  | Ward Bond                                   | US-amerikanischer Schauspieler                                                                                  | 57    |       |
| 5. November  | Joska Czori                                 | Todesopfer rechtsextremer Gewalt                                                                                |       |       |
| 5. November  | Richard Flatter                             | österreichischer Übersetzer, Lyriker und Publizist                                                              | 69    |       |
| 5. November  | August Gailit                               | estnischer Schriftsteller                                                                                       | 69    |       |
| 5. November  | William Herman Haas                         | US-amerikanischer Geograph und Geologe                                                                          | 88    |       |
| 5. November  | Johnny Horton                               | US-amerikanischer Country-Sänger                                                                                | 35    |       |
| 5. November  | Erich Neumann                               | deutsch-israelischer Psychologe und Psychoanalytiker                                                            | 55    |       |
| 5. November  | Mack Sennett                                | US-amerikanischer Regisseur und Filmproduzent                                                                   | 80    |       |
| 6. November  | George Chip                                 | US-amerikanischer Boxer, Weltmeister im Mittelgewicht                                                           | 72    |       |
| 6. November  | Karl Federhofer                             | österreichischer Bauingenieur                                                                                   | 75    |       |
| 6. November  | Johannes Herz                               | deutscher lutherischer Theologe                                                                                 | 83    |       |
| 6. November  | Josef Hilgers                               | deutscher General                                                                                               | 71    |       |
| 6. November  | Karl Hermann Jacob-Friesen                  | deutscher Prähistoriker                                                                                         | 74    |       |
| 6. November  | Nicolás Eugenio Navarro                     | venezolanischer Geistlicher, römisch-katholischer Weihbischof in Caracas                                        | 92    |       |
| 6. November  | Erich Raeder                                | Großadmiral im Dritten Reich                                                                                    | 84    |       |
| 6. November  | Helen Simpson (Universitätsdozentin)        | neuseeländische Lehrerin, Universitätsdozentin und Schriftstellerin                                             | 69    |       |
| 7. November  | A. P. Carter                                | US-amerikanischer Country-Sänger                                                                                | 68    |       |
| 7. November  | Leon Dabo                                   | US-amerikanischer tonalistischer Maler                                                                          |       |       |
| 7. November  | Franz Groebbels                             | deutscher Ornithologe und Physiologe                                                                            | 72    |       |
| 7. November  | Saturnino Martínez                          | mexikanischer Fußballspieler                                                                                    |       |       |
| 7. November  | Alfred Perk                                 | deutscher Politiker (DNVP), MdR                                                                                 | 78    |       |
| 07. November | Tadeusz Synowiec                            | polnischer Fußballspieler und -trainer sowie Sportjournalist                                                    | 70    |       |
| 8. November  | Ernst Beutler                               | deutscher Literaturhistoriker und Goethe-Forscher                                                               | 75    |       |
| 8. November  | Carl Bürkle                                 | deutscher Orgelbaumeister                                                                                       | 70    |       |
| 8. November  | Argentino Galván                            | argentinischer Geiger, Arrangeur, Bandleader und Tangokomponist                                                 | 47    |       |
| 8. November  | Rudolf Hentze                               | deutscher Offizier und Kryptoanalytiker                                                                         | 72    |       |
| 8. November  | Aaron Lebedeff                              | jüdischer Theaterschauspieler                                                                                   |       |       |
| 8. November  | Anna Mahé                                   | französische Anarchistin                                                                                        | 78    |       |
| 8. November  | Hans Pfeiffer                               | deutscher Wasserbaubeamter, Präsident der Wasserstraßendirektion Kiel                                           | 81    |       |
| 8. November  | Otto Frederick Rohwedder                    | US-amerikanischer Erfinder                                                                                      | 80    |       |
| 8. November  | Otto Wyss                                   | Schweizer Rechtsanwalt, Kommunist und Politiker                                                                 | 71    |       |
| 9. November  | Ernst Wilhelm Bohle                         | deutscher Politiker (NSDAP), MdR, Leiter der Auslandsorganisation der NSDAP                                     | 57    |       |
| 9. November  | Emil Wiehl                                  | deutscher Mediziner                                                                                             | 74    |       |
| 10. November | Robert Briner                               | Schweizer Politiker                                                                                             | 75    |       |
| 10. November | Isadore Freed                               | US-amerikanischer Komponist                                                                                     | 60    |       |
| 10. November | Johann Nepomuk Hebensperger                 | deutscher katholischer Geistlicher, Historiker und Philosoph                                                    | 67    |       |
| 10. November | Hans Leberecht                              | russisch-estnischer Schriftsteller                                                                              | 49    |       |
| 10. November | Willy Moritz                                | deutscher Politiker (SPD)                                                                                       | 68    |       |
| 10. November | Otto Nilsson                                | schwedischer Leichtathlet                                                                                       | 81    |       |
| 10. November | Sverre Patursson                            | färöischer Schriftsteller                                                                                       | 89    |       |
| 11. November | Hermann Apelt                               | deutscher Politiker (DVP, BDV, FDP), MdBB                                                                       | 84    |       |
| 11. November | Theodor Arldt                               | deutscher Naturwissenschaftler, Paläontologe, Schriftsteller, Lehrer                                            | 82    |       |
| 11. November | Paul Bruger                                 | deutscher Lehrer, Kommunalpolitiker und Heimatforscher                                                          | 87    |       |
| 11. November | Red Byron                                   | US-amerikanischer NASCAR-Rennfahrer und Meister                                                                 | 45    |       |
| 11. November | Rudolf Fizir                                | jugoslawischer Ingenieur und Flugzeugkonstrukteur                                                               | 69    |       |
| 11. November | Bert Lindsay                                | kanadischer Eishockeytorwart                                                                                    | 79    |       |
| 11. November | Monte Attell                                | US-amerikanischer Boxer                                                                                         | 75    |       |
| 11. November | Josef Rehrl                                 | österreichischer Beamter und Politiker (ÖVP) sowie Landeshauptmann von Salzburg (1947–1949), Mitglied des Bu... | 65    |       |
| 11. November | Karl Wegele                                 | deutscher Fußballspieler                                                                                        | 73    |       |
| 12. November | Carl Engelbert Böhmer                       | deutscher Politiker, Oberbürgermeister von Gelsenkirchen                                                        | 76    |       |
| 12. November | Lord Buckley                                | US-amerikanischer Entertainer                                                                                   | 54    |       |
| 12. November | Charles Léchères                            | französischer General, Generalstabschef                                                                         | 65    |       |
| 12. November | James L. Quinn                              | US-amerikanischer Politiker                                                                                     | 85    |       |
| 12. November | Leo Steck                                   | Schweizer Maler und Glasmaler                                                                                   | 77    |       |
| 13. November | Egon Elöd                                   | deutscher Ingenieur und Chemiker                                                                                | 69    |       |
| 13. November | Albert Fischer                              | deutscher Theaterwissenschaftler, Schauspieler sowie Intendant                                                  | 88    |       |
| 13. November | Chaim Nahum                                 | Großrabbiner im Osmanischen Reich, von Ägypten und dem Sudan                                                    |       |       |
| 13. November | Theodor Pieschel                            | deutscher Verwaltungsjurist und Parlamentarier                                                                  | 83    |       |
| 13. November | Etienne Ruzette                             | belgischer Diplomat                                                                                             | 66    |       |
| 14. November | Konstantin Trofimowitsch Babykin            | russisch-sowjetischer Architekt und Hochschullehrer                                                             | 80    |       |
| 14. November | Anne Bonnet                                 | belgische Malerin                                                                                               | 52    |       |
| 14. November | Walter Catlett                              | US-amerikanischer Schauspieler                                                                                  | 71    |       |
| 14. November | Philipp von Langenhan                       | böhmisch-österreichischer Politiker und Industrieller                                                           | 82    |       |
| 14. November | Herbert Leinkauf                            | deutscher Politiker (GB/BHE, CDU)                                                                               | 57    |       |
| 14. November | Marcel Lequatre                             | Schweizer Radrennfahrer                                                                                         | 78    |       |
| 14. November | William Dodge Lewis                         | US-amerikanischer Pädagoge, Herausgeber und Schriftsteller                                                      | 90    |       |
| 14. November | Nikolaus Monzel                             | deutscher Theologe und Soziologe                                                                                | 54    |       |
| 14. November | Augusta von Zitzewitz                       | deutsche Porträtmalerin                                                                                         | 79    |       |
| 15. November | Julia A. Gardner                            | US-amerikanische Malakologin und Paläontologin                                                                  | 78    |       |
| 15. November | Malcolm McIntosh                            | australischer Politiker (South Australia)                                                                       | 72    |       |
| 15. November | Heinrich Pieper                             | deutscher Bergmann und Politiker (SPD, USPD), MdR                                                               | 79    |       |
| 15. November | Conrad Stein                                | deutscher Ringer                                                                                                | 68    |       |
| 16. November | Wilhelm Apel                                | hessischer Politiker (SPD)                                                                                      | 87    |       |
| 16. November | Karl Echte                                  | deutscher Politiker (CSVD), MdR                                                                                 | 75    |       |
| 16. November | Paul Faure                                  | französischer sozialistischer Politiker (SFIO)                                                                  | 82    |       |
| 16. November | Clark Gable                                 | US-amerikanischer Schauspieler                                                                                  | 59    |       |
| 16. November | Ernest L. Jahncke                           | US-amerikanischer Sportfunktionär, Unternehmer, Unterstaatssekretär der Marine                                  | 83    |       |
| 16. November | William Larrabee                            | US-amerikanischer Politiker                                                                                     | 90    |       |
| 17. November | Herbert Douglas Austin                      | US-amerikanischer Romanist und Italianist                                                                       | 84    |       |
| 17. November | Walter Bauer                                | deutscher Theologe                                                                                              | 83    |       |
| 17. November | William Benn, 1. Viscount Stansgate         | britischer Politiker, Mitglied des House of Commons                                                             | 83    |       |
| 17. November | Arnold Libbertz                             | deutscher Bankmanager und Funktionär der Freien Wohlfahrtspflege                                                | 78    |       |
| 17. November | Erwin Loitsch                               | deutscher Verwaltungsbeamter und Politiker (SPD), MdL                                                           | 75    |       |
| 17. November | Maekawa Sempan                              | japanischer Holzschnitt-Künstler                                                                                | 72    |       |
| 17. November | Gustav Schwantes                            | deutscher Archäologe und Botaniker                                                                              | 79    |       |
| 17. November | Carl Walther                                | deutscher Bibliothekar                                                                                          | 83    |       |
| 18. November | Adolf Augustus Berle                        | US-amerikanischer kongregationalistischer Geistlicher                                                           | 95    |       |
| 18. November | Marcel Frenkel                              | deutscher Jurist und Antifaschist                                                                               | 53    |       |
| 18. November | Franz Kreisel                               | deutscher Eishockeyspieler und -trainer sowie -schiedsrichter                                                   | 70    |       |
| 18. November | Hans von Meibom                             | deutscher Verwaltungsjurist in der Provinz Posen                                                                | 81    |       |
| 18. November | Karl Friedrich Roth                         | deutscher Maler                                                                                                 | 70    |       |
| 18. November | Donald Somervell, Baron Somervell of Harrow | britischer Jurist und Politiker, Mitglied des House of Commons                                                  | 71    |       |
| 19. November | Josef Callenberg                            | deutscher Bauingenieur und Baubeamter                                                                           | 106   |       |
| 19. November | Donald Charles Cameron                      | australischer Politiker                                                                                         | 81    |       |
| 19. November | Emil Cooper                                 | ukrainisch-russisch-US-amerikanischer Violinist und Dirigent                                                    | 82    |       |
| 19. November | Tommy Gibbons                               | US-amerikanischer Boxer                                                                                         | 69    |       |
| 19. November | Electra Havemeyer Webb                      | US-amerikanische Kunstsammlerin und Museumsgründerin                                                            | 72    |       |
| 19. November | Phyllis Haver                               | US-amerikanische Stummfilmschauspielerin                                                                        | 61    |       |
| 19. November | Alfred Herrmann                             | deutscher Historiker und Politiker der DDP                                                                      | 80    |       |
| 19. November | Hans Erich Hollmann                         | deutscher Ingenieur                                                                                             | 61    |       |
| 19. November | René Lalou                                  | französischer Anglist, Romanist und Literaturkritiker                                                           | 71    |       |
| 19. November | Miyagi Tamayo                               | japanische Politikerin                                                                                          | 68    |       |
| 19. November | Hans Neumann                                | österreichischer Grafiker                                                                                       | 71    |       |
| 19. November | Yoshii Isamu                                | japanischer Schriftsteller                                                                                      | 74    |       |
| 20. November | Seth Abderhalden                            | Schweizer Bergsteiger                                                                                           | 34    |       |
| 20. November | Gustav Bredemann                            | deutscher Agrarwissenschaftler und Botaniker                                                                    | 80    |       |
| 20. November | Otto Götzl                                  | österreichischer Kaufmann und Politiker (ÖVP), Landtagsabgeordneter                                             | 74    |       |
| 20. November | Louis Jänecke                               | deutscher Bauingenieur, Baubeamter und Hochschullehrer für Eisenbahnwesen                                       | 82    |       |
| 20. November | Gretha Jünger                               | deutsche Autorin                                                                                                | 54    |       |
| 20. November | Pierre de Saint Jacob                       | französischer Historiker                                                                                        | 54    |       |
| 20. November | Carl Simons                                 | preußischer Beamter, Regierungspräsident in Sigmaringen (1933–1939)                                             | 83    |       |
| 20. November | Hidehiko Yamabe                             | japanischer Mathematiker                                                                                        | 37    |       |
| 21. November | Bill Beltz                                  | US-amerikanischer Politiker (Alaska)                                                                            | 48    |       |
| 21. November | Carl Fieger                                 | deutscher Architekt und Designer                                                                                | 67    |       |
| 21. November | Arthur Maillefer                            | Schweizer Botaniker und Geobotaniker                                                                            | 80    |       |
| 21. November | Phao Siyanon                                | thailändischer Heeres- und Polizeioffizier sowie Politiker                                                      | 50    |       |
| 22. November | Michael Barthel                             | deutscher Politiker (NSDAP), MdR                                                                                | 61    |       |
| 22. November | Gösta Bodman                                | schwedischer Chemiker, Polarforscher und Hochschullehrer                                                        | 85    |       |
| 22. November | Frederick Goodfellow                        | britischer Tauzieher                                                                                            | 86    |       |
| 22. November | Otto Hantschick                             | deutscher Fußballspieler                                                                                        | 76    |       |
| 22. November | Stuart Laidlaw                              | kanadischer Lacrossespieler                                                                                     | 83    |       |
| 22. November | Newton Mendonça                             | brasilianischer Pianist und Dichter                                                                             | 33    |       |
| 22. November | Franz Nemetz                                | sudetendeutscher Politiker                                                                                      | 61    |       |
| 22. November | Max Wönner                                  | deutscher Politiker (SPD), MdB                                                                                  | 63    |       |
| 23. November | Heinrich Brenzinger                         | deutscher Bauingenieur, Bauunternehmer, Kunstsammler und -förderer                                              | 81    |       |
| 23. November | Walter Corbett                              | englischer Fußballspieler                                                                                       | 79    |       |
| 23. November | Allen Hobbs                                 | US-amerikanischer Marineoffizier                                                                                | 61    |       |
| 23. November | Edith Lorand                                | ungarische Violinvirtuosin und Orchesterleiterin                                                                | 61    |       |
| 23. November | Hellmut von Schweinitz                      | deutscher Journalist, Schriftsteller und evangelischer Pfarrer                                                  | 59    |       |
| 23. November | Gerta Springer                              | deutsche Stillleben- und Landschaftsmalerin                                                                     |       |       |
| 24. November | Stephen Flynn                               | irischer Politiker                                                                                              |       |       |
| 24. November | Ferdynand Goetel                            | polnischer Schriftsteller und Emigrant                                                                          | 70    |       |
| 24. November | Alfred Graf                                 | deutscher Schriftsteller, Journalist und Rundfunkredakteur                                                      | 77    |       |
| 24. November | Hermann Ihringer                            | deutscher Gastronom, Hotelier und Weingutsbesitzer                                                              | 79    |       |
| 24. November | Roscoe Lockwood                             | US-amerikanischer Ruderer                                                                                       | 85    |       |
| 24. November | Olga Alexandrowna Romanowa                  | Großfürstin von Russland                                                                                        | 78    |       |
| 24. November | Jaan Rummo                                  | estnischer Publizist und Journalist                                                                             | 63    |       |
| 24. November | Fredrik Vetterlund                          | schwedischer Schriftsteller, Literaturforscher und Literaturkritiker                                            | 95    |       |
| 25. November | Siegfried Bieber                            | deutscher Bankier und Kunstsammler                                                                              | 87    |       |
| 25. November | Maria Teresia Mirabal                       | dominikanische Regimegegnerin                                                                                   | 25    |       |
| 25. November | Minerva Mirabal                             | dominikanische Regimegegnerin                                                                                   | 34    |       |
| 25. November | Patria Mirabal                              | dominikanische Regimegegnerin                                                                                   | 36    |       |
| 25. November | Ernest Martin Skinner                       | Orgelbauer | 94    |       |
| 25. November | Paul Wentzcke                               | deutscher Historiker und Archivar                                                                               | 81    |       |
| 26. November | Gottlieb Bechter                            | österreichischer Politiker (CSP), Landtagsabgeordneter zum Vorarlberger Landtag                                 | 88    |       |
| 26. November | Fiqri Dine                                  | Oberst und Ministerpräsident Albaniens                                                                          | 63    |       |
| 26. November | Helen Hellwig                               | US-amerikanische Tennisspielerin                                                                                | 86    |       |
| 26. November | John E. Rankin                              | US-amerikanischer Politiker                                                                                     | 78    |       |
| 27. November | Albert Coppenrath                           | deutscher katholischer Priester und Autor                                                                       | 77    |       |
| 27. November | Leopold Fleischhacker                       | österreichischer Politiker (CS), Landtagsabgeordneter, Mitglied des Bundesrates                                 | 69    |       |
| 27. November | Dirk Jan de Geer                            | niederländischer Journalist und Politiker (CHU, Ministerpräsident 1926–1929, 1939–1940)                         | 89    |       |
| 27. November | Gibb McLaughlin                             | britischer Schauspieler                                                                                         | 76    |       |
| 27. November | Siegmund Neumann                            | deutscher kommunistischer und sozialdemokratischer Funktionär und Gewerkschafter                                | 53    |       |
| 28. November | Jules Baillaud                              | französischer Astronom                                                                                          | 84    |       |
| 28. November | Friedrich Ernst                             | deutscher Jurist, Verwaltungsbeamter, Bankier und Politiker                                                     | 71    |       |
| 28. November | Julius Fengler                              | deutscher Kommunalbeamter                                                                                       | 79    |       |
| 28. November | Bernhard Fischer-Schweder                   | deutscher Kriegsverbrecher, Polizeichef von Tilsit, Beteiligter an Kriegsverbrechen                             | 56    |       |
| 28. November | Walter Jurich                               | deutscher Kommunist, antifaschistischer Widerstandskämpfer und Polizeipräsident von Leipzig                     |       |       |
| 28. November | Max Pruss                                   | deutscher Luftschiffer                                                                                          | 69    |       |
| 28. November | Yusuf Salman                                | türkischer Politiker jüdischen Glaubens                                                                         |       |       |
| 28. November | Tsunenohana Kan’ichi                        | japanischer Sumōringer und 31. Yokozuna                                                                         | 64    |       |
| 28. November | Richard Wright                              | US-amerikanischer Schriftsteller                                                                                | 52    |       |
| 29. November | Fortunato Depero                            | italienischer Künstler des Futurismus                                                                           | 68    |       |
| 29. November | Heinrich Rauscher                           | österreichischer Pädagoge, Schuldirektor und Heimatforscher                                                     | 69    |       |
| 29. November | Jared Y. Sanders junior                     | US-amerikanischer Politiker                                                                                     | 68    |       |
| 30. November | Antoni Chruściel                            | Kommandeur der Armia Krajowa und Oberbefehlshaber beim Warschauer Aufstand                                      | 65    |       |
| 30. November | Red Clark                                   | US-amerikanischer Jazzmusiker                                                                                   | 66    |       |
| 30. November | Rudolf Mansfeld                             | deutscher Botaniker                                                                                             | 59    |       |
| 30. November | Viktor von Marnitz                          | deutscher Offizier                                                                                              | 70    |       |
| 30. November | Alvar Palmgren                              | finnischer Botaniker                                                                                            | 80    |       |
| 30. November | Eugène Soudan                               | belgischer Politiker und Hochschullehrer                                                                        | 79    |       |
| 30. November | Rudolf Utsch                                | deutscher Schriftsteller                                                                                        |       |       |
| November     | Franco Medina                               | venezolanischer Geiger, Komponist und Musikpädagoge                                                             | 86    |       |

## Dezember
| Tag          | Name                                      | Beruf, bekannt als                                                                                             | Alter | Beleg |
| ------------ | ----------------------------------------- | --- | ----- | ----- |
| 1. Dezember  | Heinrich Behnken                          | deutscher Autor niederdeutscher Werke                                                                          | 79    |       |
| 1. Dezember  | Adolf Brunnlechner                        | österreichischer Maler, Grafiker und Kunsthistoriker                                                           | 97    |       |
| 1. Dezember  | Artur Hahnenfurth                         | deutscher Politiker (KPD), MdL                                                                                 | 63    |       |
| 1. Dezember  | Antonio Lago                              | italienischer Automobilkonstrukteur und Automobilfabrikant                                                     | 67    |       |
| 1. Dezember  | Ethel MacDonald                           | britische Anarchistin und Aktivistin                                                                           | 51    |       |
| 1. Dezember  | Ernst Rowohlt                             | deutscher Verleger                                                                                             | 73    |       |
| 2. Dezember  | Fritz August Breuhaus de Groot            | deutscher Architekt und Designer                                                                               | 77    |       |
| 2. Dezember  | Heinrich Jonen                            | deutscher Filmproduzent                                                                                        | 59    |       |
| 2. Dezember  | Josef Karl Mayr                           | österreichischer Historiker und Archivar                                                                       | 75    |       |
| 2. Dezember  | Walter Schönbrunn                         | deutscher Germanist, Altphilologe und Pädagoge                                                                 | 71    |       |
| 2. Dezember  | Tatjana Warscher                          | russische bzw. sowjetische bzw. italienische Archäologin                                                       | 80    |       |
| 3. Dezember  | Jean-Pierre Engel                         | luxemburgischer Radrennfahrer                                                                                  | 56    |       |
| 3. Dezember  | Jock Macdonald                            | kanadischer Maler, Illustrator, Druckgrafiker und Kunstpädagoge                                                | 63    |       |
| 3. Dezember  | Hermann Stephani                          | deutscher Musikwissenschaftler und Hochschullehrer an der Philipps-Universität Marburg                         | 83    |       |
| 3. Dezember  | Voldemārs Štūls                           | lettischer Fußball- und Bandyspieler                                                                           | 48    |       |
| 3. Dezember  | Jules Véran                               | französischer Journalist, Romanist und Provenzalist                                                            | 92    |       |
| 4. Dezember  | Walter Goehr                              | deutscher Dirigent und Komponist                                                                               | 57    |       |
| 4. Dezember  | Joy Hester                                | australische Künstlerin                                                                                        | 40    |       |
| 4. Dezember  | Rudolf Hischmann                          | deutscher Politiker der CDU                                                                                    | 71    |       |
| 4. Dezember  | Konrad Huber                              | finnischer Sportschütze                                                                                        | 68    |       |
| 4. Dezember  | Rudolf Kludský                            | österreichischer Zirkusdirektor                                                                                | 67    |       |
| 4. Dezember  | Lotte Medelsky                            | österreichische Schauspielerin                                                                                 | 80    |       |
| 4. Dezember  | Paul Vogel                                | deutscher Lehrer und Lehrerausbilder                                                                           | 83    |       |
| 4. Dezember  | Robert Witthoeft-Emden                    | deutscher Vizeadmiral der Kriegsmarine                                                                         | 74    |       |
| 5. Dezember  | Haschim Chalid al-Atassi                  | syrischer Staatsmann                                                                                           |       |       |
| 5. Dezember  | Eduard Gehrmann                           | deutscher Ordensgeistlicher und Diplomat                                                                       | 72    |       |
| 5. Dezember  | Oldwig Jancke                             | deutscher Biologe                                                                                              | 59    |       |
| 5. Dezember  | Erich Martini                             | deutscher Entomologe und Mediziner                                                                             | 80    |       |
| 5. Dezember  | André Rossignol                           | französischer Autorennfahrer                                                                                   | 70    |       |
| 5. Dezember  | Robert Weil                               | österreichischer Autor und Kabarettist                                                                         | 79    |       |
| 6. Dezember  | Gunnar Graarud                            | norwegischer Opernsänger (Tenor)                                                                               | 74    |       |
| 6. Dezember  | Georg Höhlig                              | deutscher Maler                                                                                                | 81    |       |
| 6. Dezember  | Hjalmar Nyström                           | finnischer Ringer                                                                                              | 56    |       |
| 7. Dezember  | Paulius Augius                            | litauischer Maler und Holzschnittkünstler                                                                      | 51    |       |
| 7. Dezember  | Richard Ermisch                           | deutscher Architekt und Baubeamter in Berlin                                                                   | 75    |       |
| 7. Dezember  | Clara Haskil                              | rumänische Pianistin                                                                                           | 65    |       |
| 7. Dezember  | Jaap Kunst                                | niederländischer Musikethnologe                                                                                | 69    |       |
| 7. Dezember  | Walter Noddack                            | deutscher Chemiker                                                                                             | 67    |       |
| 7. Dezember  | Marion Parsonnet                          | US-amerikanischer Drehbuchautor                                                                                | 55    |       |
| 7. Dezember  | Johan Petersen                            | grönländischer Expeditionsteilnehmer, Übersetzer, Handels- und Kolonialverwalter                               | 93    |       |
| 7. Dezember  | Albert Streich                            | Schweizer Mundart-Schriftsteller                                                                               | 63    |       |
| 8. Dezember  | Gaetano Ceschina                          | italienischer Unternehmer                                                                                      | 81    |       |
| 8. Dezember  | Franz Josef Schöningh                     | deutscher Verleger                                                                                             | 58    |       |
| 8. Dezember  | Tan Cheng Lock                            | malaysischer Politiker                                                                                         | 77    |       |
| 9. Dezember  | Fritz Deubner                             | deutscher Schriftsteller                                                                                       | 87    |       |
| 9. Dezember  | Friedrich Wilhelm Neuffer                 | deutscher Bauingenieur und Wissenschaftler                                                                     | 78    |       |
| 9. Dezember  | Edwin Keith Thomson                       | US-amerikanischer Politiker                                                                                    | 41    |       |
| 9. Dezember  | Tito Zaniboni                             | italienischer Politiker und Attentäter                                                                         | 77    |       |
| 10. Dezember | Eugenie Platonowna Eduardowa              | russische Tänzerin und Tanzpädagogin                                                                           |       |       |
| 10. Dezember | Zwi Pesach Frank                          | israelischer Oberrabbiner                                                                                      | 87    |       |
| 10. Dezember | Julius Grunow                             | deutscher Politiker (SPD, USPD)                                                                                | 87    |       |
| 10. Dezember | Albert Lehr                               | deutscher Architekt und bayerischer Baubeamter                                                                 | 86    |       |
| 10. Dezember | Svend Rindom                              | dänischer Schauspieler und Drehbuchautor                                                                       | 76    |       |
| 10. Dezember | Mado Robin                                | französische Opernsängerin (Koloratursopran)                                                                   | 41    |       |
| 10. Dezember | Gotthilf Schenkel                         | deutscher evangelischer Theologe und Politiker (SPD), MdL                                                      | 71    |       |
| 10. Dezember | Ernst Schoen                              | deutscher Rundfunkpionier, Komponist, Autor und Übersetzer                                                     | 66    |       |
| 11. Dezember | Valerie Alport                            | deutsche Kunstsammlerin und Mäzenin                                                                            | 86    |       |
| 11. Dezember | Heinrich Aschenbrenner                    | deutscher Generalleutnant der Luftwaffe im Zweiten Weltkrieg                                                   | 65    |       |
| 11. Dezember | August Bode                               | deutscher Industrieller                                                                                        | 85    |       |
| 11. Dezember | Heinrich Haase                            | deutscher Politiker (KPD), MdL                                                                                 | 63    |       |
| 12. Dezember | Abebe Aragai                              | äthiopischer Politiker                                                                                         | 57    |       |
| 12. Dezember | Ralph Berger                              | US-amerikanischer Artdirector und Szenenbildner                                                                | 56    |       |
| 12. Dezember | Jens Peter Dahl-Jensen                    | dänischer Bildhauer und Porzellanbildner                                                                       | 86    |       |
| 12. Dezember | Christopher Hornsrud                      | norwegischer Politiker (Arbeiderpartiet), Mitglied des Storting                                                | 101   |       |
| 12. Dezember | Otto Maag                                 | Schweizer Pfarrer, Librettist, Redakteur und Musikschriftsteller                                               | 75    |       |
| 12. Dezember | Matas Mickis                              | litauischer Agronom, Professor und Politiker                                                                   | 64    |       |
| 13. Dezember | Hans Bernard                              | deutscher Diplomat                                                                                             | 68    |       |
| 13. Dezember | Josef Cierocki                            | deutscher Politiker (CDU), MdL                                                                                 | 74    |       |
| 13. Dezember | Cliff Clevenger                           | US-amerikanischer Politiker                                                                                    | 75    |       |
| 13. Dezember | George Ernest Foulkes                     | US-amerikanischer Politiker                                                                                    | 81    |       |
| 13. Dezember | Rudolf Gertler                            | deutscher Politiker (GB/BHE), MdL Bayern                                                                       | 67    |       |
| 13. Dezember | Dora Marsden                              | britische Autorin, Feministin und Anarchistin                                                                  | 78    |       |
| 13. Dezember | Sauli Pälli                               | finnischer Skisportler                                                                                         | 48    |       |
| 13. Dezember | Curt Steinberg                            | deutscher Architekt und Maler                                                                                  | 80    |       |
| 14. Dezember | Antonio Barluzzi                          | italienischer Architekt                                                                                        | 76    |       |
| 14. Dezember | Josef Emprechtinger                       | österreichischer Landespolitiker (CS), Landtagsabgeordneter                                                    | 71    |       |
| 14. Dezember | John Rupert Firth                         | englischer Linguist und Hochschullehrer                                                                        | 70    |       |
| 14. Dezember | Robert Grumbach                           | jüdischer Rechtsanwalt und Politiker                                                                           | 85    |       |
| 14. Dezember | Alfred Haase                              | deutscher Film- und Theaterschauspieler sowie Synchronsprecher                                                 | 73    |       |
| 14. Dezember | Richard Konwiarz                          | deutscher Architekt und Baubeamter                                                                             | 77    |       |
| 14. Dezember | Hermine Körner                            | deutsche Schauspielerin, Regisseurin und Theaterleiterin                                                       | 82    |       |
| 14. Dezember | Friedrich Maier                           | deutscher Politiker (SPD), MdB                                                                                 | 65    |       |
| 14. Dezember | Karl Otto Müller                          | deutscher Archivar und Rechtshistoriker                                                                        | 76    |       |
| 14. Dezember | David Rapaport                            | ungarisch-US-amerikanischer Psychoanalytiker und Psychologe                                                    | 49    |       |
| 14. Dezember | Gregory Ratoff                            | US-amerikanischer Schauspieler, Filmregisseur und Produzent                                                    | 63    |       |
| 14. Dezember | Michael J. Stack                          | US-amerikanischer Politiker                                                                                    | 72    |       |
| 15. Dezember | Véra Clouzot                              | französisch-brasilianische Schauspielerin und Drehbuchautorin                                                  | 46    |       |
| 15. Dezember | Fritz Drahn                               | deutscher Tierarzt und Hochschullehrer                                                                         | 72    |       |
| 15. Dezember | Tommy Dunderdale                          | australisch-kanadischer Eishockeyspieler                                                                       | 73    |       |
| 15. Dezember | Mela Köhler                               | österreichisch-schwedische Grafikerin und Mitarbeiterin der Wiener Werkstätte                                  | 75    |       |
| 15. Dezember | Johann Leichin                            | österreichischer Politiker (SPÖ), Bundesrat, Landesrat in der Steiermark                                       | 85    |       |
| 15. Dezember | Jakobus Pfättisch                         | deutscher Ordensgeistlicher, Abt von Plankstetten                                                              | 77    |       |
| 15. Dezember | Karl Schuh                                | deutscher Eisenhüttenmann und Manager der deutschen Stahlindustrie                                             | 84    |       |
| 16. Dezember | Kurt Arnold                               | deutscher Politiker (SPD), MdA                                                                                 | 55    |       |
| 16. Dezember | Thomas McLeod                             | britischer Seemann und Antarktisreisender                                                                      | 87    |       |
| 16. Dezember | Rudolf Heinz                              | deutscher Geologe                                                                                              | 59    |       |
| 16. Dezember | Otto Wehr                                 | deutscher evangelischer Theologe                                                                               | 74    |       |
| 17. Dezember | Fred Lauer                                | US-amerikanischer Wasserballtorhüter                                                                           | 62    |       |
| 17. Dezember | Karl Lehmann                              | deutscher Archäologe                                                                                           | 66    |       |
| 17. Dezember | Arne Sejersted                            | norwegischer Segler                                                                                            | 83    |       |
| 17. Dezember | Boris Iwanowitsch Tscheranowski           | russisch-sowjetischer Flugzeugkonstrukteur                                                                     | 64    |       |
| 18. Dezember | Ronald Erskine, 15. Earl of Buchan        | schottischer Adeliger                                                                                          | 82    |       |
| 18. Dezember | Friedrich Grünewald                       | deutscher Kaufmann, Direktor und Vorstandsvorsitzender der „Herrenhäuser Brauerei“                             | 84    |       |
| 18. Dezember | Hanns Radau                               | deutscher Lehrer, Schriftsteller und Bildhauer                                                                 | 59    |       |
| 18. Dezember | Trygve Schjøtt                            | norwegischer Segler                                                                                            | 78    |       |
| 18. Dezember | Rudolf Stich                              | deutscher Chirurg und Hochschullehrer                                                                          | 85    |       |
| 19. Dezember | George Darell Jeffreys, 1. Baron Jeffreys | britischer General und Politiker                                                                               | 82    |       |
| 19. Dezember | Peter Neber                               | deutscher Chemiker                                                                                             | 77    |       |
| 19. Dezember | Eberhard Weichold                         | deutscher Marineoffizier, zuletzt Vizeadmiral im Zweiten Weltkrieg                                             | 69    |       |
| 20. Dezember | Rudolf Christiani                         | dänischer Bauingenieur                                                                                         | 83    |       |
| 20. Dezember | Maria Dedo-Brie                           | deutsche Lehrerin und Autorin                                                                                  | 83    |       |
| 20. Dezember | Wilhelm Kosch                             | österreichischer Literaturwissenschaftler                                                                      | 81    |       |
| 20. Dezember | Heinrich Schmidt                          | deutscher Politiker (NSDAP), MdR, MdL                                                                          | 58    |       |
| 20. Dezember | Max Winckel                               | deutscher Chemiker und Ernährungsforscher                                                                      | 85    |       |
| 20. Dezember | Max Zschokke                              | Schweizer Bauingenieur                                                                                         | 74    |       |
| 21. Dezember | Otto Hooff                                | deutscher Wasserspringer                                                                                       | 79    |       |
| 21. Dezember | John Taine                                | schottisch-US-amerikanischer Mathematiker                                                                      | 77    |       |
| 21. Dezember | Adam Wrede                                | deutscher Philologe, Sprachwissenschaftler und Volkskundler                                                    | 85    |       |
| 22. Dezember | August Hässig                             | deutscher Politiker                                                                                            | 77    |       |
| 22. Dezember | Hans Hörner                               | deutscher Gärtner, Politiker und Vizepräsident des Bayerischen Senats                                          | 60    |       |
| 22. Dezember | Hedwig Jaenichen-Woermann                 | deutsche Bildhauerin, Malerin und Kunstgewerblerin                                                             | 81    |       |
| 22. Dezember | Arnulf Schröder                           | deutscher Schauspieler                                                                                         | 57    |       |
| 22. Dezember | Franz-Rudolf von Weiss                    | Schweizer Diplomat                                                                                             | 75    |       |
| 23. Dezember | Bruno Krauskopf                           | deutscher Maler und Grafiker                                                                                   | 68    |       |
| 23. Dezember | Roland Evelyn Turnbull                    | britischer Kolonialbeamter                                                                                     | 55    |       |
| 24. Dezember | Ignaz Brantner                            | österreichischer Schauspieler, Autor, Librettist, Theaterdirektor                                              | 74    |       |
| 25. Dezember | Alberto Maria De Agostini                 | italienischer Ordensgeistlicher (Salesianer Don Boscos) und Missionar                                          | 77    |       |
| 25. Dezember | Rudolf Hoschek-Mühlhaimb                  | österreichischer Kunstsammler                                                                                  | 73    |       |
| 25. Dezember | Ernst von Maydell                         | deutsch-baltischer Maler                                                                                       | 72    |       |
| 25. Dezember | Aurelio Mistruzzi                         | italienischer Bildhauer und Medailleur                                                                         | 80    |       |
| 25. Dezember | Emmanuel Munding                          | deutscher Benediktiner                                                                                         | 78    |       |
| 25. Dezember | Clyde Tingley                             | US-amerikanischer Politiker                                                                                    | 78    |       |
| 26. Dezember | Walther Albrecht                          | deutscher Chirurg und Halsnasenohrenarzt                                                                       | 79    |       |
| 26. Dezember | Giuseppe Bellanca                         | italo-US-amerikanischer Flugzeugkonstrukteur und -bauer                                                        | 74    |       |
| 26. Dezember | Antonie Jaeckel                           | deutsche Schauspielerin                                                                                        | 84    |       |
| 26. Dezember | Wilhelm Kiesselbach                       | deutscher Rechtsanwalt, Richter und Justizpolitiker                                                            | 93    |       |
| 26. Dezember | Karl Kleist                               | deutscher Psychiater, Neurologe und Hochschullehrer                                                            | 81    |       |
| 26. Dezember | Watsuji Tetsurō                           | japanischer Philosoph                                                                                          | 71    |       |
| 27. Dezember | Albert Held                               | Schweizer Unternehmer                                                                                          | 95    |       |
| 27. Dezember | Francesco Jori                            | italienischer Bergsteiger                                                                                      | 71    |       |
| 27. Dezember | Theodor Müncker                           | deutscher katholischer Moraltheologe                                                                           | 73    |       |
| 27. Dezember | Muslihittin Peykoğlu                      | türkischer Fußballspieler                                                                                      | 55    |       |
| 27. Dezember | Nikolai Alexander von Transehe            | russischer Marineoffizier und Polarforscher                                                                    | 74    |       |
| 28. Dezember | Heinrich Bornhövd                         | deutscher Politiker (DVP), MdR                                                                                 | 81    |       |
| 28. Dezember | Carl Degener                              | deutscher Jurist und Reiseunternehmer                                                                          | 60    |       |
| 28. Dezember | Fritz Doht                                | deutscher Schulleiter und Politiker (SPD)                                                                      | 69    |       |
| 28. Dezember | Otto Hunte                                | deutscher Filmarchitekt                                                                                        | 79    |       |
| 28. Dezember | Friedrich von Klocke                      | deutscher Archivar, Privatdozent, Historiker und Genealoge                                                     | 69    |       |
| 28. Dezember | Eduard Ludwig                             | deutscher Architekt                                                                                            | 54    |       |
| 28. Dezember | Dynes Pedersen                            | dänischer Turner                                                                                               | 67    |       |
| 28. Dezember | Alfons Maria Reinstadler                  | Redemptorist und Prior                                                                                         | 54    |       |
| 29. Dezember | Karl Altmann                              | österreichischer Beamter und Politiker (KPÖ)                                                                   | 56    |       |
| 29. Dezember | Abel Dufrane                              | belgischer Entomologe mit dem Spezialgebiet Schmetterlinge                                                     | 80    |       |
| 29. Dezember | Julius Kraft                              | deutscher Soziologe                                                                                            | 62    |       |
| 29. Dezember | Willi Münch-Khe                           | deutscher Bildhauer                                                                                            | 75    |       |
| 29. Dezember | Staņislavs Petkēvičs                      | lettisch-polnischer Mittel- und Langstreckenläufer                                                             | 52    |       |
| 29. Dezember | Eden Phillpotts                           | englischer Schriftsteller                                                                                      | 98    |       |
| 29. Dezember | Josef Schütz                              | Pädagoge und Direktor des Deutschen Römisch-Katholischen Knabenlyzeums an der Banatia in Timișoara (1926–1942) | 74    |       |
| 30. Dezember | Angelo Donati                             | jüdischer italienischer Bankier, Philanthrop und Diplomat                                                      | 75    |       |
| 30. Dezember | Joseph Jackson                            | US-amerikanischer Sportschütze                                                                                 | 80    |       |
| 30. Dezember | Heinrich Rheinstrom                       | deutsch-US-amerikanischer Rechtsanwalt                                                                         | 76    |       |
| 30. Dezember | Louis-Hugues Vincent                      | französischer Dominikaner und Biblischer Archäologe                                                            | 88    |       |
| 31. Dezember | Semjon Semjonowitsch Bogatyrjow           | sowjetischer Musikwissenschaftler und Komponist                                                                | 70    |       |
| 31. Dezember | Jean Brahn                                | deutscher Schauspieler                                                                                         | 61    |       |
| 31. Dezember | Lowell Gilmore                            | US-amerikanischer Schauspieler                                                                                 | 54    |       |
| 31. Dezember | C. D. Howe                                | Politiker der Liberalen Partei Kanadas                                                                         | 74    |       |
| 31. Dezember | Joseph Wendel                             | deutscher Geistlicher, römisch-katholischer Erzbischof von München und Freising (1952–1960)                    | 59    |       |
| 31. Dezember | Roy A. Young                              | US-amerikanischer Bankmanager, Chef des Federal Reserve System (1927–1930)                                     | 78    |       |
| Dezember     | Antonio Gelli                             | italienischer Opernsänger (Bassbariton)                                                                        | 63    |       |
| Dezember     | Bella Sidney Woolf                        | englische Autorin, OBE                                                                                         |       |       |